# NGC 4773-2
NGC 4773-2 este o galaxie situată în constelația Fecioara. A fost descoperită în  de către .